# EHF European League der Männer 2025/26
Die EHF European League 2025/26 ist die sechste Spielzeit der EHF European League der Männer. Veranstalter ist die Europäische Handballföderation (EHF). Die Qualifikation beginnt am 30. August 2025, die Gruppenphase beginnt am 14. Oktober. Das Finale ist für den 31. Mai 2026 geplant und findet im Rahmen eines Final Four statt.

## Spielmodus
Von den 44 Mannschaften des Gesamtstarterfeldes sind 20 Mannschaften gesetzt und somit bereits für die Gruppenphase qualifiziert. Die übrigen 24 Mannschaften spielen in Play-off-Spielen mit Hin- und Rückspiel die weiteren 12 Teilnehmer der Gruppenphase aus.
Die Gruppenphase besteht aus acht Gruppen zu jeweils vier Teams. In den Gruppen spielt jeder gegen jeden mit Hin- und Rückspiel. Die beiden besten Teams jeder Gruppe qualifizieren sich für die Hauptrunde. An die Hauptrunde schließt sich die die Play-off-Phase an. Das Halbfinale und die Finalspiele finden im Rahmen eines Final Four statt.

## Turnierverlauf

### Qualifikationsrunde
In der Qualifikationsrunde treten 24 Teams im K.-o.-System mit Hin- und Rückspiel gegeneinander an. Die Hinspiele finden am 30. und 31. August statt, die Rückspiele eine Woche später am 6. und 7. September. Die Auslosung der Partien fand am 15. Juli in Wien statt.
|                                                 | Gesamt |                            | Hinspiel | Rückspiel |
| ----------------------------------------------- | ------ | -------------------------- | -------- | --------- |
| Skanderborg Aarhus Håndbold                     |        | Madeira Andebol SAD        | 30.8.    | 7.9.      |
| Mors-Thy Håndbold                               |        | Saint-Raphaël Var Handball | 30.8.    | 6.9.      |
| CS Minaur Baia Mare                             |        | Stjarnan                   | 30.8.    | 6.9.      |
| RK Velenje                                      |        | HC Kriens-Luzern           | 30.8.    | 6.9.      |
| KGHM Chrobry Głogów                             |        | HF Karlskrona              | 30.8.    | 6.9.      |
| Bidasoa Irun                                    |        | ABC de Braga               | 30.8.    | 6.9.      |
| MRK Čakovec                                     |        | BSV Bern                   | 30.8.    | 7.9.      |
| Elverum Håndball                                |        | Bathco BM Torrelavega      | 31.8.    | 6.9.      |
| HK Malmö                                        |        | IK Sävehof                 | 31.8.    | 6.9.      |
| TSV Hannover-Burgdorf                           |        | RK Alkaloid                | 31.8.    | 6.9.      |
| MRK Dugo Selo                                   |        | MRK Sesvete                | 31.8.    | 6.9.      |
| Special Path (Verlierer spielt im European Cup) |        |                            |          |           |
| RK Partizan Belgrad                             |        | HC Baník Karviná           | 30.8.    | 6.9.      |

### Gruppenphase

#### Gruppe A
| Pl. | Verein                 | Sp. | S | U | N | Tore  | Diff. | Punkte |
| --- | ---------------------- | --- | - | - | - | ----- | ----- | ------ |
| 1.  | SG Flensburg-Handewitt | 0   | 0 | 0 | 0 | 00:00 | ±0    | 0      |
| 1.  | AHC Potaissa Turda     | 0   | 0 | 0 | 0 | 00:00 | ±0    | 0      |
| 1.  |                        | 0   | 0 | 0 | 0 | 00:00 | ±0    | 0      |
| 1.  |                        | 0   | 0 | 0 | 0 | 00:00 | ±0    | 0      |

#### Gruppe B
| Pl. | Verein               | Sp. | S | U | N | Tore  | Diff. | Punkte |
| --- | -------------------- | --- | - | - | - | ----- | ----- | ------ |
| 1.  | Montpellier Handball | 0   | 0 | 0 | 0 | 00:00 | ±0    | 0      |
| 1.  | Ostrów Wielkopolski  | 0   | 0 | 0 | 0 | 00:00 | ±0    | 0      |
| 1.  | THW Kiel             | 0   | 0 | 0 | 0 | 00:00 | ±0    | 0      |
| 1.  |                      | 0   | 0 | 0 | 0 | 00:00 | ±0    | 0      |

#### Gruppe C
| Pl. | Verein                | Sp. | S | U | N | Tore  | Diff. | Punkte |
| --- | --------------------- | --- | - | - | - | ----- | ----- | ------ |
| 1.  | Fraikin BM Granollers | 0   | 0 | 0 | 0 | 00:00 | ±0    | 0      |
| 1.  | RD Slovan Ljubljana   | 0   | 0 | 0 | 0 | 00:00 | ±0    | 0      |
| 1.  |                       | 0   | 0 | 0 | 0 | 00:00 | ±0    | 0      |
| 1.  |                       | 0   | 0 | 0 | 0 | 00:00 | ±0    | 0      |

#### Gruppe D
| Pl. | Verein         | Sp. | S | U | N | Tore  | Diff. | Punkte |
| --- | -------------- | --- | - | - | - | ----- | ----- | ------ |
| 1.  | FC Porto       | 0   | 0 | 0 | 0 | 00:00 | ±0    | 0      |
| 1.  | Fram Reykjavík | 0   | 0 | 0 | 0 | 00:00 | ±0    | 0      |
| 1.  |                | 0   | 0 | 0 | 0 | 00:00 | ±0    | 0      |
| 1.  |                | 0   | 0 | 0 | 0 | 00:00 | ±0    | 0      |

#### Gruppe E
| Pl. | Verein               | Sp. | S | U | N | Tore  | Diff. | Punkte |
| --- | -------------------- | --- | - | - | - | ----- | ----- | ------ |
| 1.  | MT Melsungen         | 0   | 0 | 0 | 0 | 00:00 | ±0    | 0      |
| 1.  | Ferencváros Budapest | 0   | 0 | 0 | 0 | 00:00 | ±0    | 0      |
| 1.  | Benfica Lissabon     | 0   | 0 | 0 | 0 | 00:00 | ±0    | 0      |
| 1.  |                      | 0   | 0 | 0 | 0 | 00:00 | ±0    | 0      |

#### Gruppe F
| Pl. | Verein           | Sp. | S | U | N | Tore  | Diff. | Punkte |
| --- | ---------------- | --- | - | - | - | ----- | ----- | ------ |
| 1.  | IFK Kristianstad | 0   | 0 | 0 | 0 | 00:00 | ±0    | 0      |
| 1.  | RK Vardar Skopje | 0   | 0 | 0 | 0 | 00:00 | ±0    | 0      |
| 1.  | Fenix Toulouse   | 0   | 0 | 0 | 0 | 00:00 | ±0    | 0      |
| 1.  |                  | 0   | 0 | 0 | 0 | 00:00 | ±0    | 0      |

#### Gruppe G
| Pl. | Verein           | Sp. | S | U | N | Tore  | Diff. | Punkte |
| --- | ---------------- | --- | - | - | - | ----- | ----- | ------ |
| 1.  | Fredericia HK    | 0   | 0 | 0 | 0 | 00:00 | ±0    | 0      |
| 1.  | HT Tatran Prešov | 0   | 0 | 0 | 0 | 00:00 | ±0    | 0      |
| 1.  |                  | 0   | 0 | 0 | 0 | 00:00 | ±0    | 0      |
| 1.  |                  | 0   | 0 | 0 | 0 | 00:00 | ±0    | 0      |

#### Gruppe H
| Pl. | Verein                | Sp. | S | U | N | Tore  | Diff. | Punkte |
| --- | --------------------- | --- | - | - | - | ----- | ----- | ------ |
| 1.  | Kadetten Schaffhausen | 0   | 0 | 0 | 0 | 00:00 | ±0    | 0      |
| 1.  | RK Našice             | 0   | 0 | 0 | 0 | 00:00 | ±0    | 0      |
| 1.  | Ademar León           | 0   | 0 | 0 | 0 | 00:00 | ±0    | 0      |
| 1.  |                       | 0   | 0 | 0 | 0 | 00:00 | ±0    | 0      |